# Reakciókinetika

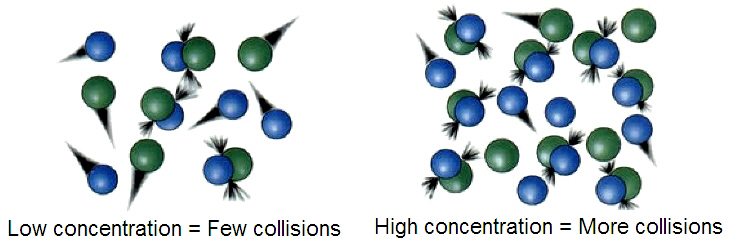
Kémiai reakciót a hatékony ütközések eredményeznek. Nagyobb nyomáson és koncentráció esetén nagyobb a hatékony ütközések száma is

A reakciókinetika a fizikai kémia egyik részterülete. A kémiai reakciók mechanizmusával és az időbeli lefolyásával, valamint más fizikai-kémiai folyamatok – mint például a diffúzió, adszorpció, nukleációs folyamatok (kristályosodás, buborékképződés stb.) – időbeli végbemenetelével foglalkozik.

## A reakciókinetika szerepe
A kémiai reakciók időbeli lefolyásának vizsgálata azért fontos, mert vannak reakciók, amelyeknek a sebességétől például az üzemi berendezések termelékenysége nagyban függ és kívánatos, hogy gyorsan, nagy sebességgel, minél nagyobb mértékben játszódjék le a reakció, más esetekben pedig – például a korrózió esetén – a sebesség minél kisebbre csökkentése a cél. A reakciókinetika ad választ arra, hogy a reakciósebességet befolyásoló állapotjelzők – a hőmérséklet, a nyomás és a reagáló anyagok koncentrációja –, valamint más tényezők – katalizátorok és inhibitorok – miként hatnak egy-egy konkrét folyamat sebességére. 
A kémiai folyamatok a valóságban nem úgy mennek végbe pontosan, ahogy a sztöchiometriai egyenlet azt feltünteti. Ritkán igaz az, hogy a reakció mechanizmusa olyan egyszerű, hogy a reakcióegyenlet bal oldalán feltüntetett, egymással reagáló anyagok molekuláinak a közvetlen ütközése egyetlen lépésben a jobb oldalon szereplő termékeket hozza létre. A legtöbb reakció ugyanis összetett, vagyis több, egymás mellett végbemenő, vagy egymást követő elemi reakcióból áll.

## Folyamatok csoportosítása
A reakciókinetikában a folyamatokat különböző szempontok alapján szokás csoportosítani. A homogén reakciókban részt vevő minden komponens ugyanabban a fázisban van jelen (gáz alakban vagy oldatban), a heterogén reakciók résztvevői pedig külön fázisokban találhatók. E csoportosítás azért fontos, mert a két csoport esetén a reakciók mechanizmusa lényegesen eltér egymástól. 
A teljes reakciókban az egymásra ható anyagok teljesen átalakulnak a végtermékekké, a megfordítható reakciók esetén csak részben alakulnak át és makroszkopikusan tekintve a folyamatok az egyensúlyi állapot elérésekor megállnak. Elméletileg minden reakció megfordítható, csak a teljes reakciók esetén az egyensúly annyira el van tolódva a végtermékek irányába, hogy a reakció befejeződésekor a kiindulási anyagok már nem, vagy alig mutathatók ki a rendszerben. 
Vannak reakciók, amelyek csak katalizátor jelenlétében mennek végbe számottevő sebességgel. Ezek a katalitikus reakciók. Ha a katalizátor abban a fázisban van, mint a reakcióelegy, akkor homogén katalízisről beszélünk. A heterogén katalízist viszont az jellemzi, hogy a katalizátor külön fázist alkot. Előfordul az is, hogy a katalizátor csak a reakció során képződik és a mennyisége a reakció előrehaladtával növekszik. Az ilyen reakciók az autokatalitikus reakciók. 
A folyamatok csoportosításánál fontos szempont, hogy a reakció sebességét hányféle anyag koncentrációja befolyásolja. Ezt a reakció rendűsége adja meg. A reakció molekularitása pedig megmutatja, hogy a reakcióban hány molekula vesz részt.